# Hornburg (bij Eisleben)
Hornburg is een plaats en voormalige gemeente in de Duitse deelstaat Saksen-Anhalt, en maakt deel uit van de Landkreis Mansfeld-Südharz.
Hornburg telt 384 inwoners.